# Malcolmia circinnata
Malcolmia circinnata là một loài thực vật có hoa trong họ Cải. Loài này được (Bunge) Boiss. mô tả khoa học đầu tiên năm 1867.